# 4Players
4Players（フォープレイヤーズ）は、コンピュータゲームとそれに関連するコンテンツのニュースとレビューを配信している、ドイツの主要なオンラインマガジン。

## 反応
2016年2月現在、4Playersはドイツ最大のオンライン・コンピュータゲームポータルの地位にあるメディアの一つとなっており、一か月辺り約700万回のアクセスと、80万1000回のユニークアクセスがある。